# Santa Monica in trono con le suore agostiniane
Santa Monica in trono con le monache agostiniane è un dipinto a tempera su tavola di Francesco Botticini, databile a prima del 1471 e conservato nella basilica di Santo Spirito a Firenze, nella cappella Bini.

## Storia
Furono Crowe e Cavalcaselle (1896) a riferire la tavola per la prima volta al Botticini, attribuzione per lo più accettata da tutta la critica successiva, con l'eccezione di Roberto Longhi che l'assegnò al Maestro di Pratovecchio. 
Per la datazione Berenson propose il 1483 (data accettata anche dal Paatz), ma Busignani scoprì che nel 1471 essa era già ricordata nelle memorie di padre Arrighi, quindi sicuramente anteriore a tale data. In tale manoscritto la si ricorda come sopravvissuta all'incendio della basilica, trovandosi al riparo in una vecchia cappella. 
Padoa ha poi confermato sia la datazione che l'attribuzione al Botticini.

## Descrizione
Santa Monica (ma per alcuni santa Scolastica), è seduta su un trono attorniata dalle monache del suo Ordine e da due novizie. La scena ha alcuni stilemi desunti da Piero del Pollaiolo, come il trono che ricorda quelli delle Virtù per il Tribunale della Mercanzia. 
Nella predella vi sono raffigurate le seguenti scene: Matrimonio di santa Monica, Santa Monica che prega per la conversione del figlio, Partenza di Agostino per Roma, Monica conversando con il figlio a Ostia ha la visione del Redentore e Funerali della santa.